# Novacelles
Novacelles is een gemeente in het Franse departement Puy-de-Dôme in de regio Auvergne-Rhône-Alpes en maakt deel uit van het arrondissement Ambert. De gemeente telde 153 inwoners op 1 januari 2022.

## Geschiedenis
Novacelles maakte deel uit van het kanton Arlanc tot het op 22 maart 2015 werd opgeheven en de gemeenten werden opgenomen in het kanton Ambert.

## Geografie
De oppervlakte van Novacelles bedraagt 14,43 vierkante kilometer; Op 1 januari 2022 was de bevolkingsdichtheid 10,6 inwoners per km².
De onderstaande kaart toont de ligging van Novacelles met de belangrijkste infrastructuur en aangrenzende gemeenten.

## Demografie
Onderstaande figuur toont het verloop van het inwonertal.
Ambert · Arlanc · Baffie · Beurières · Champétières · La Chaulme · Chaumont-le-Bourg · Doranges · Dore-l'Église · Églisolles · La Forie · Grandrif · Job · Marsac-en-Livradois · Mayres · Medeyrolles · Novacelles · Saillant · Saint-Anthème · Saint-Alyre-d'Arlanc · Saint-Clément-de-Valorgue · Saint-Ferréol-des-Côtes · Saint-Just · Saint-Martin-des-Olmes · Saint-Romain · Saint-Sauveur-la-Sagne · Sauvessanges · Thiolières · Valcivières · Viverols